# تپه طلایی شامکان
تپه طلایی شامکان مربوط به سدهٔ ۴ تا ۱۱ ه.ق است و در شهرستان ششتمد،  روستای شامکان واقع شده و این اثر در تاریخ ۲۵ اسفند ۱۳۷۹ با شمارهٔ ثبت ۳۱۰۰ به‌عنوان یکی از آثار ملی ایران به ثبت رسیده است.